# Emilio Dutra e Melo
Emilio Renato Dutra e Melo (* 12. Mai 1955 in Rio de Janeiro) ist ein brasilianischer Bogenschütze.
Dutra e Melo trat bei vier Olympischen Spielen an. Seine beste Platzierung erreichte er dabei gleich bei seiner ersten Teilnahme 1980 in Moskau, wo er im Einzel 27. wurde. Bei den Spielen 1984, 1988 und 1992 in Los Angeles, Seoul bzw. Barcelona konnte er sich jeweils nur in der zweiten Hälfte des Teilnehmerfeldes platzieren; er wurde 44., 43. und 49.
Dutra e Melo war 14-maliger brasilianischer Outdoor-Meister, vertrat Brasilien bei sieben Weltmeisterschaften und ebenso vielen Kontinentalwettbewerben von 1974 bis 1991; fünfmal nahm er an den Panamerikanischen Spielen teil. Später arbeitete er als Nationaltrainer der Bogenschützen.